# 十八里河街道
十八里河镇，是中华人民共和国河南省郑州市管城回族区下辖的一个乡镇级行政单位。

## 总体概况
十八里河镇位于郑州市南郊，濒临市区，为城乡结合部，距市政府8千米，距郑州国际机场10千米。面积30.6平方千米，常住人口27524人（2007年末），其中非农业人口931人。

## 行政区划
十八里河镇下辖以下地区：
十八里河村、刘东村、河西袁村、南小李庄村、柴郭村、站马屯村、小刘村、八郎寨村、大王庄村、小王庄村、南刘庄村和王垌村。

## 争议
十八里河街道办事处据信对维权人士亮亮丽君夫妇的公司打电话，令其丢失工作。

## 交通
107国道、 310国道、外环线、绕城高速公路、京广铁路、陇海铁路过境。
- 京广铁路：五里堡站